# Кобази (печера)
Печера Кобази (крим. Qobazı) або грот Храму — печера у скелі Казанчук біля села Кобази (зараз Малинівка) Бахчисарайського району Автономної Республіки Крим.

## Опис
Є думки, що Кобази та грот Храма — різні гроти. Справді, під скелями вершини Куба є ще гроти, що мають менші розміри й майже не відвідувані, проте, напевно, всі назви відносяться до основного, найбільшого і помітного здалеку гроту.
Грот та його район є великим центром зосередження потужних культурних верств епохи нижнього та середнього (мустьє) палеоліту Криму. Тут обстежено п'ять стоянок: Кабаза I—V.

## Географія
Має гігантський скельний зал округлої форми — типовий купол, утворений напірними водами, що піднімаються по похилій тріщині. Тріщини потім розширювалися, частина скелі відламувалась і виходили куполоподібні гроти. У деяких вода проробила наскрізні отвори, як, наприклад, у Тешклі-Коба на Таш-Джаргані.

## Археологія
Одна з дев'яти печер Криму, де в кінці XIX століття К. С. Мережковський вперше для території Російської імперії виявив матеріальні свідчення існування людини кам'яної доби — неандертальця.

О. О. Формозов писав про Мережковського:
«Його дослідження в Криму тривали два польові сезони… але за короткий термін зроблено їм стільки, скільки інші археологи не змогли зробити за все життя. Їм відкрито палеоліт Криму та Північного Причорномор'я взагалі, перші ранньопалеолітичні та перші печерні стоянки в країні…»
Пізнішими розкопками встановлено, що ця стоянка довготривала. Судячи з їхніх даних, 100-35 тис. років тому вони, тобто. вже в епоху Мустьє, долина річки Алми була заселена людьми.
Кабаза I було відкрито 1880 року К. С. Мережковським і є епонімною пам'яткою кабазійської (західнокримської) культури середнього палеоліту. Стоянка Кабаза V відкрита 1983 року Ю. П. Зайцевим, стоянку Кабаза II 1985 року відкрили В. М. Степанчук та В. П. Чабай. Найбільш потужні шурфи археологів лежать на захід від грота.
Тут було знайдено чотири згарища, культурні шари з крем'яними знаряддями праці і кістками тварин — диких коней, ослів та бізонів.
Відкриття К. С. Мережковського (як і пізніші, вже післявоєнні дослідження радянського археолога О. О. Формозова) «знесмертило» маленьке кримськотатарське село Кобази (зараз Малинівка): її назва (щоправда, О. А. Формозов назвав її чомусь печера Храму) міцно увійшло у номенклатуру видатних археологічних пам'яток планети.